# Otto Baum (SS-Mitglied)
Otto Baum (* 15. November 1911 in Stetten, Hohenzollernsche Lande; † 18. Juni 1998 ebenda) war ein deutscher Offizier der Waffen-SS, zuletzt SS-Oberführer.

## Leben
Nach der Volksschule besuchte er das Realgymnasium und legte dort im Jahre 1930 das Abitur ab. Er studierte an der landwirtschaftlichen Hochschule Hohenheim und trat am 1. November 1933 in die Allgemeine SS in Stuttgart ein (13. SS-Standarte). Von April 1935 bis Februar 1936 besuchte er die SS-Junkerschule in Braunschweig. Er beantragte am 8. Juli 1937 die Aufnahme in die NSDAP und wurde rückwirkend zum 1. Mai desselben Jahres aufgenommen (Mitgliedsnummer 4.197.040).
Am 1. Juni 1939 wurde er Kompaniechef der 7. Kompanie SS-Infanterie-Regiments (mot.) „Leibstandarte SS Adolf Hitler“, zwei Monate später nahm diese Einheit am Überfall auf Polen teil. Vom 3. März 1941 bis 9. November 1942 kommandierte Baum das III. Bataillon des SS-Totenkopf-Infanterie-Regiments 3 und war mit dieser Einheit an der Ostfront unter anderem an den Kämpfen von Demjansk beteiligt. Für seine Erfolge wurde ihm am 8. Mai 1942 das Ritterkreuz des Eisernen Kreuzes verliehen. Es folgten Verwendungen in Frankreich und anschließend wieder an der Ostfront. Am 30. Januar 1944 erfolgte seine Beförderung zum SS-Standartenführer (SS-Nummer 237.056). Vom 18. Juni 1944 bis 1. August 1944 kommandierte er als SS-Oberführer die 17. SS-Panzergrenadier-Division „Götz von Berlichingen“, die in Frankreich eingesetzt wurde und zeichnete sich dabei mit seiner Einheit besonders im Kampf um Saint-Lô aus. Baum war vom 28. Juli bis 23. Oktober 1944 mit der Führung der 2. SS-Panzer-Division „Das Reich“ (SS-Verfügungsdivision) beauftragt. Anschließend übernahm er am 24. Oktober 1944 das Kommando über die 16. SS-Panzergrenadier-Division „Reichsführer SS“ in Italien. Ende Januar 1945 wurde er mit der Division nach Ungarn verlegt und kapitulierte am 8. Mai 1945 bei Völkermarkt/Kärnten.
Nach britischer Kriegsgefangenschaft von August 1946 bis Dezember 1948 arbeitete Baum in der Textilindustrie.
Er starb am 18. Juni 1998 in seinem Geburtsort Stetten.

## Archivische Überlieferung
Im Bundesarchiv haben sich 2 Akten erhalten, in denen Baum genannt wird (NS 5-VI/17522, N 756/135b).